# Глодуны

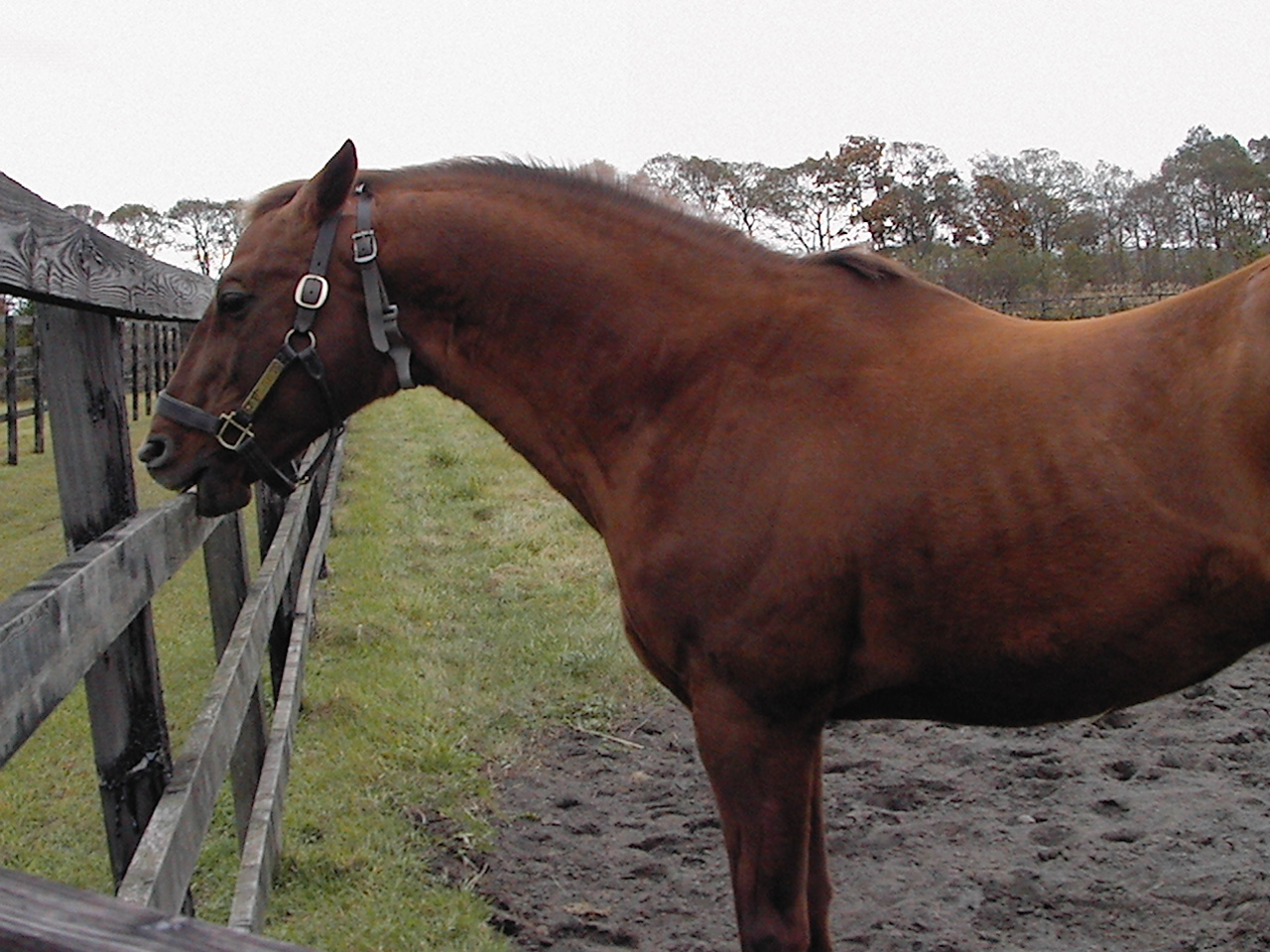
Лошадь-глодун, опершаяся на деревянную ограду.

Глодуны — лошади, имеющие привычку — прикуску, состоящую в том, что лошадь, упираясь о какой-нибудь предмет, например, ясли, стену или даже собственное колено, втягивает в себя воздух, который затем выпускает при громкой отрыжке. Глодуна можно узнать потому, что передний край резцов у них сильно стирается. Прикуска располагает к плохому пищеварению, ветряным коликам и разным расстройствам пищеварительного канала.
Привычка лошадей глодать ясли или только тереть о них стиснутые зубы обыкновенно переходит в прикуску; чтобы отучить от глодания яслей, ранее края последних намазывали мылом.